# Скок (водопад)
Скок (словац. Skok) — водопад, находящийся в Словакии, расположенный в легкодоступном месте.
Водопад хорошо виден с берега озера Штрбске-Плесо с расстояния двух километров. К этому природному сокровищу ведёт маркированная туристская тропа. Впечатление, которое производит величественный 25-метровый водопад, зависит от времени года. В марте, когда ещё держится снег, количество транспортируемой им воды едва достигает 50 литров в секунду. В июле водная масса увеличивается примерно до 900 литров в секунду.